# Coppa Intercontinentale 1984 (pallacanestro)
La Coppa intercontinentale di pallacanestro del 1984 si è giocata in Brasile, a San Paolo, ed è stata vinta dal Banco di Roma Virtus.

## Risultati

### Classifica finale
|    | Squadra                   | Gioc. | V | P | PF  | PS  | Punti |
| -- | ------------------------- | ----- | - | - | --- | --- | ----- |
| 1. | Virtus Roma               | 4     | 3 | 1 | 351 | 356 | 7     |
| 2. | Obras Sanitarias          | 4     | 2 | 2 | 354 | 334 | 6     |
| 3. | Sírio                     | 4     | 2 | 2 | 374 | 359 | 6     |
| 4. | Barcellona                | 4     | 2 | 2 | 377 | 385 | 6     |
| 5. | Lexington Marathon Oilers | 4     | 1 | 3 | 389 | 411 | 5     |

| Coppa Intercontinentale 1984   |
| ------------------------------ |
| Banco di Roma Virtus 1º titolo |

## Formazione vincitrice
| N° | Naz.                   | Ruolo | Sportivo          |  | Alt. |  |
| -- | ---------------------- | ----- | ----------------- |  | ---- |  |
| 5  | Italia (bandiera)      | G     | Stefano Sbarra    |  |      |  |
| 6  | Italia (bandiera)      | A     | Dario Iardella    |  |      |  |
| 7  | Stati Uniti (bandiera) | P     | Raymond Townsend  |  |      |  |
| 8  | Stati Uniti (bandiera) | AG    | Bruce Flowers     |  |      |  |
| 9  | Italia (bandiera)      | C     | Renzo Tombolato   |  |      |  |
| 10 | Italia (bandiera)      | G     | Enrico Gilardi    |  |      |  |
| 11 | Italia (bandiera)      | C     | Fulvio Polesello  |  |      |  |
| 12 | Italia (bandiera)      | A     | Paolo Scarnati    |  |      |  |
| 13 | Italia (bandiera)      | A     | Marco Solfrini    |  |      |  |
| 14 | Italia (bandiera)      | A     | Tullio Sacripanti |  |      |  |
| 15 | Italia (bandiera)      | C     | Fabrizio Valente  |  |      |  |
|    | Italia (bandiera)      | All.  | Valerio Bianchini |  |      |  |